# The Bodyshop (album)
The Bodyshop is het zeventiende muziekalbum van de Nederlandse muziekgroep Beequeen. Het studioalbum is opgenomen gedurende de jaren 2003 en 2004 in Nijmegen, thuisbasis van deze band. De muziek is te omschrijven als ambient met popmelodielijnen of popmuziek met bijna overheersende industriële ambient. De popmelodietjes lijken daarbij uit de jaren 60 weggeplukt. Hoe onschuldig de muziek af en toe ook klinkt, er is constant de dreiging dat het (muzikaal) enorm uit de hand kan lopen. De korte tijdsduur van het album wijst terug op hun elpeeverleden.

## Musici
- Frank de Waard – elektronica
- Freek Kinkelaar – allerlei instrumenten en elektronica

met
- Marie-Louise Munck – zang op (4)
- Malou Houtman – zang op (2)
- Feiko Halbertsma – cello op (5)
- Erik Drost – gitaar op (10)

## Composities
Muziek van Beequeen, teksten van Kinkelaar; behalve waar aangegeven
1. Swag cave
2. Sad sheep
3. The dream-o-phone
4. Black eyed dog (van Nick Drake)
5. The body shop
6. Penelope patience
7. On the road to everywhere
8. Blackburn
9. Admiration of the rod
10. Buzzbag drive
11. The last song of the dodo